# 람보르기니 쿤타치
람보르기니 쿤타치(Lamborghini Countach)(/ˈkuːntɑːʃ/)는 이탈리아의 자동차 제조업체 람보르기니가 1974년부터 1990년까지 16년 동안 제작한 스포츠카이다. 미드십 엔진을 기반으로 한 후륜구동 자동차이다. 쐐기 모양의 디자인을 개척해 대중화시켰으며, 많은 고성능 스포츠카들이 쿤타치의 날카로운 각도에서 영향을 받았다. 쿤타치는 운전석과 조수석을 앞쪽으로 한참 밀어냄으로써 뒤쪽에 거대한 엔진의 공간을 확보했다. 이런 독특한 생김새를 한 쿤타치 덕분에 앞으로 향한 운전석과 조수석 디자인의 컨셉트(cabin-forward design concept)는 많은 대중화가 이루어졌다.
2004년, 미국의 스포츠카 전문 잡지 세계의 스포츠 카(Sports Car International)는 "가장 위대한 1970년대의 스포츠카" 10대 중 3위에 쿤타치를 등재시켰으며, 이어 "가장 위대한 1980년대의 스포츠카" 10대 중 10위에도 쿤타치를 등재시켰다.

## 이름
쿤타치의 뜻은 피에몬테(이탈리아 북서부의 주(州))에서 깜짝 놀랄 때 사용하는 감탄사이다. 피에몬테 주의 지역 방언인 셈인데, 대체적으로 남자들이 정말 아름다운 여성을 봤을 때의 감탄사로 자주 사용한다. 대한민국에서는 쿤타치 대신 카운타크로 흔히 부르는데, 이것은 Countach의 영국식 발음(영어: Countach 카운탁[*])이 일본어(일본어: カウンタック)를 거쳐 와전된 말로써, 정확한 명칭은 "쿤타치"(kunˈtɑʃ) 보관됨 2011-11-12 - 웨이백 머신이다. 람보르기니는 새로운 자동차를 위해 한참 전부터 투우와 관련된 이름을 연구 중에 있었는데, 쿤타치라는 이름이 붙은 것에 다른 가설이 있다. 누치오 베르토네(Nuccio Bertone)가 자신의 스튜디오에서 "프로젝트 112"를 계획하며 이름을 붙였다고 한다. 최초의 프로토타입은 1971년 제네바 모터쇼에서 공개됐다.

## 스타일링

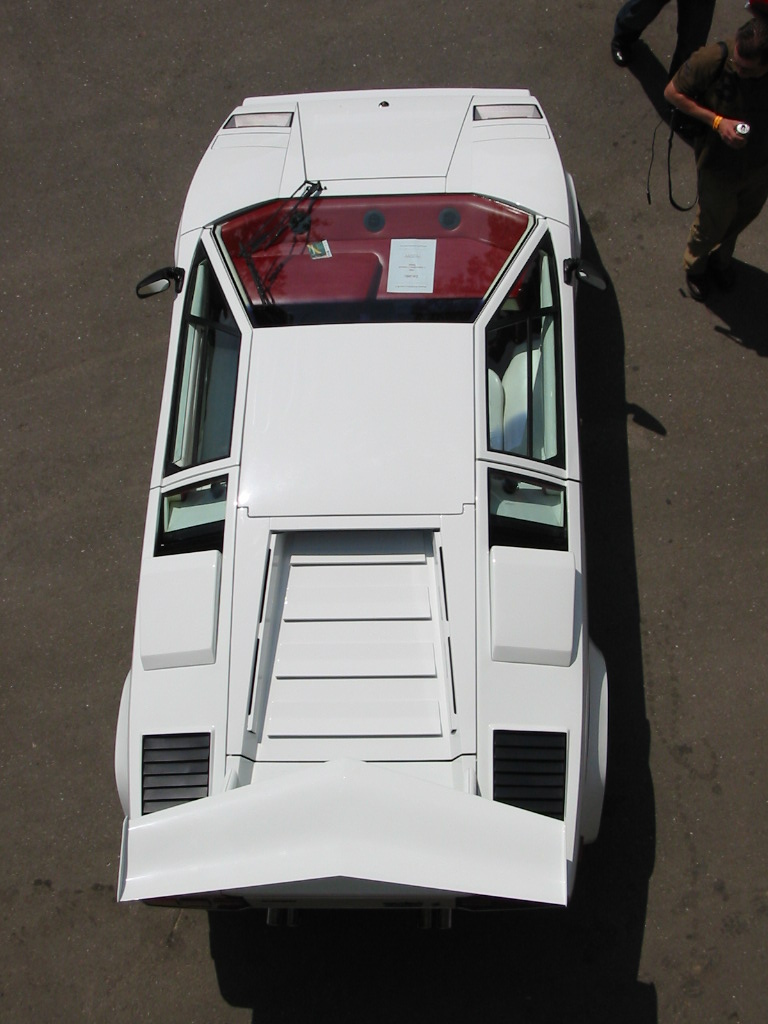
쿤타치 LP500을 위에서 봤을 때 볼 수 있는 초현대적인 스타일링

쿤타치는 베르토네 디자인 스튜디오에서 마르첼로 간디니가 디자인했다. 마르첼로는 미우라를 디자인한 자동차 디자이너이다. 마르첼로 간디니는 젊었을 시절 경험이 부족한 디자이너였다. 실제로 경험이 부족한 것은 아니었지만, 이와 동시에 그는 다른 디자이너들이나 자동차 제조업체의 직원들로부터 아무런 방해를 받지 않는다는 유리한 조건이 있어서 조용하지만 굉장히 눈에 띄는 디자인을 만들어낼 수 있었다. 간디니는 컨셉트 카인 1968년 알파 로메오 카라보와 1970년 란치아 스트라토스 제로를 디자인하며 쿤타치의 디자인 선례를 탄생시켰다. 쿤타치는 카라보와 스트라토스 제로와 마찬가지로 쐐기 모양을 띠고 있다. 쐐기의 각도는 42.1 인치였고, 부등변 사각형(사다리꼴) 모양의 판으로 덮혀져 있어 각이 진 쐐기 모양의 몸체가 대체적으로 평평하기 그지없었다. 특히 스포일러(날개) 라인은 코카콜라 병의 곡선처럼 부드럽게 처리되었으나 전체적인 모습은 어쩔 수 없이 뾰족하고 날카로웠다.
쿤타치의 트레이드마크는 바로 시저 도어이다. 양산 차량 중 최초로 시저 도어를 적용한 차량으로도 알려져 있다. 입체 뼈대로 만들어진 섀시를 사용했는데, 실제 자동차를 만들 때는 좌우 폭이 너무 넓어진 것과 반대로 차의 몸통 자체가 너무 비좁고 사방이 막힌 형태라 일반적인 문을 사용할 수가 없게 됐다. 때문에 수평으로 만들어진 경첩을 붙임으로 문을 연결하게 됐다. 그 결과, 문틀은 굉장히 넓어졌고 문이 매우 높이 위로 올라가서 앞으로 젖혀지는 시저 도어를 장착하게 됐다. 시저 도어를 장착한 후에는 또 다른 문제가 생겼다. 바로 지붕이 너무 낮다는 것이었다. 문을 열자마자 사람의 머리 위에 곧바로 지붕이 위치한다는 문제점이 있었으며, 후방 시야가 형편없었기 때문에 운전자가 후진(또는 후진 주차)를 하려면 운전자가 문을 열고 고개를 밖으로 내밀어야 했으나, 문틀이 너무 넓어 그럴 수도 없다는 황당한 문제점까지 생겼다. 그러나 후진에 대해 다른 의견이 제시되었는데, 문을 연 상태로 운전자가 문틀에 앉아서 밖으로 고개를 내밀고 뒤를 살피면 후진이 가능하다는 의견이었다. 실제로 문틀이 매우 넓어서 사람이 앉을 공간이 있으며, 문틀에 앉아서 뒤를 보며 운전이 가능하다.
프로토타입의 온전한 스타일은 계속해서 향상되기도 했고, 계속해서 어수선해지기도 했다. 역시 가장 큰 문제는 운전자의 시야였다. 물론 자동차의 성능도 계속해서 개선됐는데, 운전자의 조건에 따르긴 했으나 조향 성능 등이 다루기 쉬워졌다. 이후 최초 생산 모델의 경우 엔진을 냉각시키기 위해 충분한 양의 공기 흡입구가 꼭 필요했다. 결국 미국 항공 자문 위원회(NACA)에 조언을 구해 비행기에 사용되는 수많은 공기 흡입구가 자동차의 양 옆과 뒷쪽 펜더, 그리고 문 근처에 생겼다.(후에 많은 스포츠 자동차들이 이런 공기 흡입구를 채용했는데, 대표적으로 페라리 F40이 쿤타치와 비슷한 공기 흡입구를 갖게 됐다.) 이후, 자동차의 마무리 디자인에서 커다란 엔진의 흡입구가 곧장 운전자의 뒤에 위치하게 되어 후방 시야는 더 좁아졌다. 후에 몇 가지가 더 첨가됐는데, 펜더 부분의 조명등과 스포일러, 카뷰레이터의 덮개와 범퍼 등, 계속해서 자동차에 미적인 가치를 높여주는 것들이 추가됐다.
쿤타치의 스타일링과 인상적인 비주얼이 원인이 되어 거의 모든 사람들은 쿤타치를 가장 우수한 디자인의 표본으로 삼게 됐다. 물론 자동차 엔지니어들을 제외하고 말이다. 당시까지 쿤타치의 우월한 성능은 후에 람보르기니 모델(디아블로나 무르시엘라고 등의 후속세대)들은 물론이고 수많은 고성능 자동차 운전자들과 엔지니어들에게 강한 인상을 남겼다. 반대로 쿤타치만의 차별점, 특히 쿤타치만이 소유할 수 있는 별난 독창성은 남기지 못했다. 후에 많은 람보르기니 모델이 만들어졌을 때는 앞서 설명한 사람들 사이에서 현대적인 람보르기니 모델들과 쿤타치를 비교하며, 쿤타치에 대해 "고전적이다(다른 표현:"현재의 람보르기니 디자인이 우수하다")"와 "(쿤타치가)람보르기니 사상 가장 위대한 디자인이다"로 심한 의견 충돌을 보여주어 많은 논란을 남겼다. 대체적으로 충돌한 의견의 주장은, "우아하게 보이는 스타일" vs "기술과 엔지니어링의 우월성"이다.

## 엔진

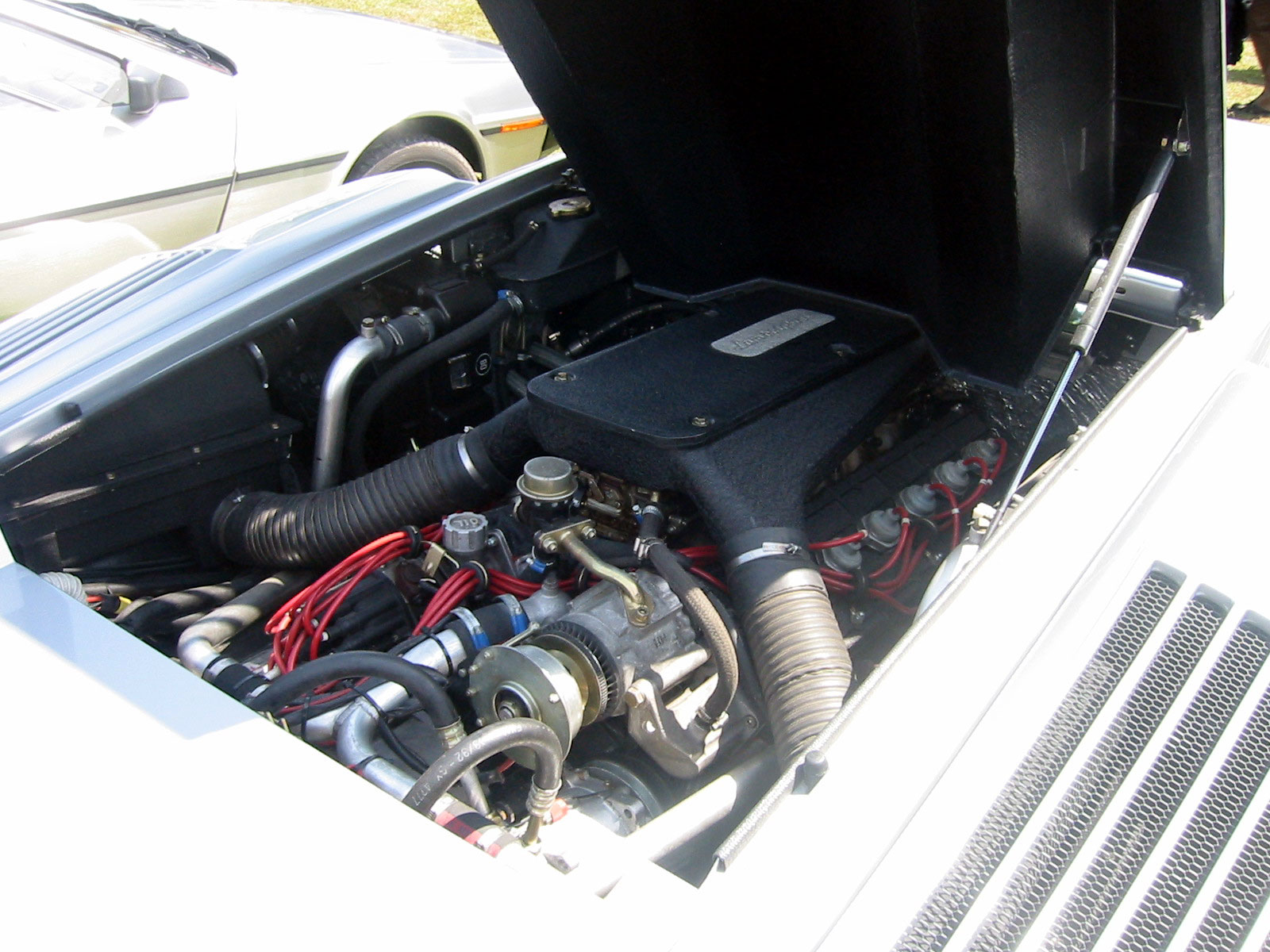
쿤타치의 엔진

람보르기니의 전통적인 V12 엔진을 세로로 돌려서 후륜구동 축과 함께 중앙에 배치했다. 무게 중심을 배열하는 것은 좋아졌는데 엔진을 세로로 배치하는 바람에 "퇴보적"이라는 비판을 받았다. 토크 밸런스를 결정짓는 자동차의 출력 축은 앞쪽으로 쏠렸으며, 엔진의 바로 앞에 기어박스가 설치됐다. 차동장치가 엔진의 바로 뒤에 설치됐으며 맞은편에 구동축이 자리를 잡았다. 최초로 생산된 자동차는 미우라의 4리터 엔진이 장착되어 있었지만 원래 계획은 5리터의 엔진을 사용하는 것이었다. 후에 배기량이 5리터로 늘어난 엔진과 5.2리터 4밸브(Quattrovalvole) 엔진이 장착됐다. 5000QV 모델까지만 모든 람보르기니 쿤타치가 6개의 웨버(Weber) 카뷰레이터를 구비한 채 미국에서도 판매됐다. 유럽에서 판매된 모델은 쿤타치로 유명해진 카뷰레이터를 후속세대인 람보르기니 디아블로까지 사용했을 정도였다. 5000QV가 사용한 엔진에는 보쉬(Bosch)가 만든 K-제트로닉 연료 분사장치가 구비되어 있었다.

## 구조
쿤타치는 튜브 모양의 입체 뼈대를 사용했다. 입체 뼈대에 사용된 재질은 차체 강성을 높이기 위해 레이싱 자동차나 항공기가 사용하는 알루미늄이었다. 이 알루미늄을 사용하면 차의 내구성이 높아지며, 무게를 거의 1,400 kg까지 줄일 수 있어 차가 가벼워지는 효과도 동반됐지만 생산값이 너무 비싸졌다. 차체의 몸체 아랫쪽에 섬유 유리(피버 글라스)를 사용했다.

## 쿤타치의 모델

### 쿤타치 프로토타입 LP500
딱 한 대의 쿤타치 LP500 프로토타입이 만들어졌다. 배기량이 5리터로 늘어난 엔진을 사용하겠다는 의미로 500이라는 숫자를 붙인 것이다. LP는 Longitudinale Posteriore의 약자로, 한글로 직역하면 "후방 세로 배치"라는 뜻이다. 엔진을 뒷쪽에 새로로 배치했다는 뜻이며, 가야르도나 무르시엘라고 시리즈의 상위 모델인 LPxxx 모델에 이 명칭을 사용하고 있다. 1971년, 제네바 모터쇼에서 노란색 해바라기 색상이 칠해진 LP500이 충격적인 데뷔를 가졌다. 마르첼로만의 역동적인 디자인 컨셉트로 많은 사람들의 눈길을 사로잡았으나, 실제로 그가 디자인한 LP500의 디자인 그대로 생산을 하려면 포괄적인 수정이 필요했다. 엔진의 냉각을 위해 자동차의 뒷쪽 어깨에 설치된 작은 공기 흡입구 구멍이 너무 부족했고, 커다란 '공기 박스' 통풍구도 있어야 했다. 더 많은 공기를 흡입하려고 NACA의 더 큰 흡입구가 양 옆에 설치됐다. 실험적인 자동차였으나, 실제 생산을 위해선 알루미늄으로 만들어져서 차체나 흡입구 등을 연결시켜주는 벌집 모양을 한 낙차공도 있어야 했다.
현재 이 자동차는 지구상에 존재하지 않는 자동차이다. 유럽의 신차 안전 검사(충돌 테스트)에서 승인을 받기 위해 희생됐기 때문이다. 실제로 생산된 쿤타치와는 엄청나게 다른 생김새를 하고 있었다.

### 쿤타치 LP400
1974년, 오스트레일리아에서 첫 생산된 쿤타치가 인도됐다. 4리터 엔진을 사용한 쿤타치였다. LP500 프로토타입에서 외향적으로 작은 변화가 있었는데, 극히 평범했던 후미등이 초현대적이게 모여있었다. 자동차를 과열로부터 해방시켜주는 거대한 공기 통풍구와 흡입구가 부착되며 마르첼로의 원래 구상과 다르게 오히려 디자인 자체가 매우 공격적이게 변해있었다. 그러나 전체적인 모양이 굉장히 날렵한 것은 변함없었다. 원본 쿤타치와 다르게 아주 좁은 타이어가 달려 있었다. 하지만 협소하기 짝이 없는 매끄러운 스타일링은 항력 계수를 낮추는 것에 일조하여 쿤타치가 최고 속도를 최대한 높이는 것에도 도움을 줬다.
많은 사람들이 쿤타치의 여러 파생 모델들 중에서도 원본 모델처럼 깔끔하고, 정말로 평범하지만 매끈한 선과 적은 장식들로 이루어진 LP400의 외모에 호감을 표시했다. 차의 뒷쪽에는 "람보르기니"와 "쿤타치"라는 것을 곧바로 알 수 있는 간단한 엠블렘만 있었는데, 엔진 배기량이나 밸브 배열의 표기가 없었다는 것은 현대의 많은 차들도 표방한 것이었다.

### 쿤타치 LP400S
1978년, 새로운 쿤타치 LP400S가 만들어졌다. 엔진은 LP400보다 조금 더 강해졌고, 외관은 더 과격하게 변했다. 휠 아치가 커지면서 타이어도 피렐리 P7 초광폭 타이어로 변경된 채 생산됐다. 옵션으로 V 모양의 스포일러가 제공돼서 뒷쪽 덱(Deck)에 부착되었다. 덕분에 고속 주행에서의 안전성이 좋아졌고, 최고 속도도 10 마일 (약 16 km/h)가 늘어났다. 스포일러는 자동차의 주인이 직접 주문해야 달아줬다. LP400S의 핸들링은 타이어가 넓어지며 코너링에서 더 안전해졌다. 미적으로 몇몇 부분이 더 좋아졌는데, 매끄러운 선이 이전 모델보다 훨씬 공격적이게 변했다. 기본 엠블렘("람보르기니"와 "쿤타치" 엠블렘)은 변함이 없었지만 각이 진 "S"가 쿤타치의 오른쪽에 붙었다.
LP400S와는 다른 별개의 세 대가 존재한다.
- 시리즈 1 — 자전거 부품 제조업체 캄파놀로(Campagnolo)가 1978년과 1979년에 만든 "브라보" 휠을 장착한 50대의 LP400S 시리즈1이 한정판으로 제작됐다. 1978년 전에는 LP400의 원래 운전대를 만들던 곳이었다. 시리즈1이라는 것을 기념하기 위해 트레이드마크로 세팅한 더 낮은 서스펜션(차체도 낮아졌다.)과 45 밀리미터의 카뷰레이터, "스몰 스튜어트 워너 계기판"(Small Stewart Warner gauges) 등이 특징이다. 차를 만들던 직원들과 심각한 문제가 생겨 1979년 중반기에 생산이 끝났다. 50대의 차가 있으며 마지막 차의 차대번호는 1121100*이다.
- 시리즈 2 — 시리즈1의 낮은 차체를 유지하며 움푹 들어간/오목한 모양의 휠이 부착됐다. 시리즈1의 완성 버전이나 다름없다. 총 105대의 차가 만들어졌고, 마지막 차의 차대번호는 1121310*이다.
- 시리즈 3 — 차대번호 1321312를 바탕으로 개조된 것이며, 실제 존재한다고 한다. 운전석 공간은 3 센티미터 정도 높아졌고, 서스펜션 역시 조금 더 높아졌다. 82대를 만들었으며 마지막 차의 차대번호는 1121468*이다.

### 쿤타치 LP500S

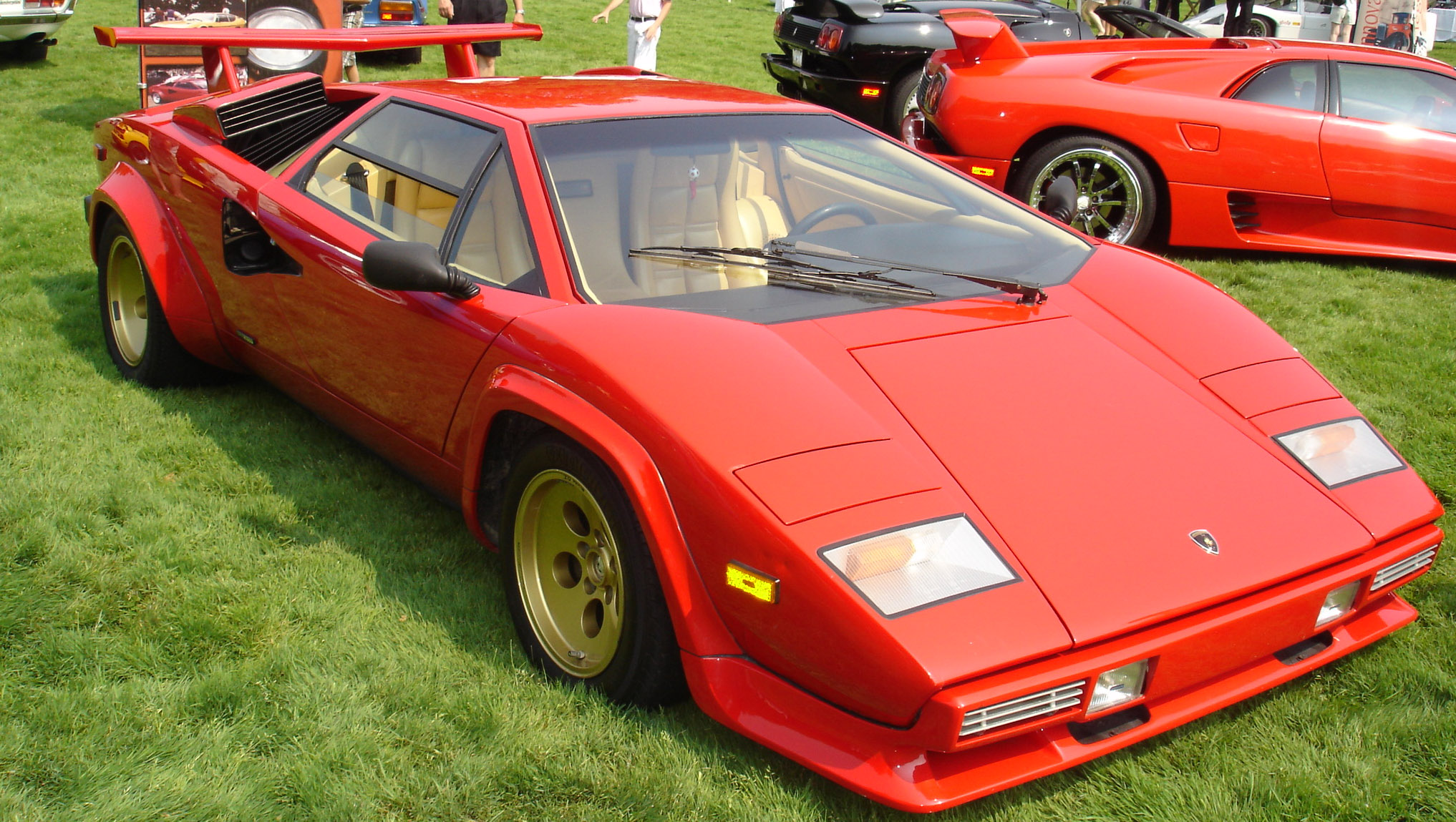
쿤타치 500S

1982년에 성능이 개선된 모델이 등장하는데, 비로소 5리터 배기량의 엔진을 장착했다. 차체는 바뀐 것이 하나도 없다. 가끔 LP5000S(배기량이 5000이라)이라고 부르는데, 파생 모델인 5000QV와 혼동하기 쉽다.(다음 부분에서 5000QV가 나옴)
1985년, 유명한 TV 시리즈 트랜스포머에 등장하는 사이드스와이프가 바로 람보르기니 쿤타치 LP500S이다. 영화에서는 시보레 콜벳 스팅레이/컨티넨탈 컨셉트 카로 등장한다.

### 쿤타치 LP5000QV
1985년, 5.2리터 엔진에 4개의 실린더 밸브(이탈리아어:quattrovalvole, 콰트로-발보레)가 장착되어 출력이 더 높아진 LP500S의 파생 모델이 등장했다. 더 나은 흡배기를 위해 엔진 위에 있던 카뷰레이터가 양옆으로 옮겨졌다. 불행하게도 엔진 덱에 혹처럼 튀어나와있던 카뷰레이터가 좌우로 옮겨지며 생김새 자체가 못 생겨졌다.(이 외에도 범퍼와 관련된 외관 문제는 아래에서 더 언급한다.) 차체의 몇몇 판때기를 케블러(Kevlar) 재질로 수정했고, 조금 더 후에 나온 버전은 카뷰레이터가 연료 직분사를 할 수 있도록 수정돼서 엔진에 부착됐다.
처음에 출시된 모델은 미국 버전의 성능과 함께 미국 안전법에 표준화된 범퍼로 바뀌었다. 이 범퍼는 기존 쿤타치의 것보다 훨씬 큰 것이었는데, 사람들은 쿤타치만의 매끈한 선이 폐허가 됐다고 비난했다. 범퍼 때문에 외관이 많이 변했다. 쿤타치들 중 유일하게 보쉬(Bosch)의 K-제트로닉 연료 직분사 장치를 설치됐다. 유럽에서 판매된 모델에는 제트로닉 연료 직분사 장치가 없는 대신 6개의 웨버 카뷰레이터가 장착되어 있다.
1985년식 미국에서 판매된 5000QV의 가격은 무려 99,500달러였다. 딱 두 개의 옵션만 선택할 수 있었는데, 하나는 공기 역학 스포일러(5,500달러 짜리)이며, 다른 하나는 음향 장비(7,500달러)였다. 많은 모델들이 풀옵션으로 팔려나갔다.

### 람보르기니 25주년 기념 쿤타치
1988년, 람보르기니 창립 25주년을 기념하기 위해 명예로운 이름을 사용한 쿤타치가 발매됐다. 람보르기니 25주년 기념 쿤타치는 기계적으로 5000QV와 비슷한 종류였으나 스타일링은 훨씬 더 역동적이게 변한 자동차였다. 뒷쪽에 '공기 박스'가 더 큰 크기로 다시 만들어졌고, 운전자가 엔진 과열에 신경을 쓸 필요가 없도록 통풍구 뒷쪽의 앞과 뒤가 바뀌었고(뒤집힌 것이 아닌 부품 교체), 좌우가 검은색으로 칠해졌다. 여기에 공기 저항을 감소시키고 주행 안정성을 높여주는 에어 댐과 사이드 스커트, 공기 흡입구 등의 장비가 갖춰졌다. 후미등은 더 좁고 빽빽하게 바뀌었는데, 후미등의 위와 아래쪽에 차체의 색과 똑같은 색으로 칠해진 금속판이 덮혀서 후미등이 더 좁고 빽빽해졌다.(후미등의 조명 자체는 그대로였고, 단지 위아래로 작은 판이 덮혀졌을 뿐이다.) 전체적인 디자인이 바뀌었지만 너무나 인기가 없었다. 특히 흡입구의 뱃전판(쭉쭉 갈라진 형체)은 마치 페라리 테스타로사를 흉내낸 것 같았다. 하지만 엔진의 냉각 시스템이 더 개선됐으며, 쿤타치의 가장 큰 문제였던 힘겨운 가속력도 개선됐다. 345/35R15 크기를 가진, 더 넓어진 타이어를 가진 채 생산됐다. 25주년 기념 쿤타치는 1990년까지 생산된 후 단종됐으며 후속세대 람보르기니 디아블로에게 V12 자리를 물려줬다.

### 월터 울프의 쿤타치
쿤타치 LP400을 소유하고 있던 캐나다의 기업인이자 기업 소유주인 월터 울프가 1970년대에 울프 F1 레이싱팀을 창단했다. 그는 쿤타치 LP400을 소유하고 있었지만, LP400을 마음에 들어한 것은 아니었다. 때문에 1980년대 중반에 이탈리아의 F1 레이싱팀인 스쿠데리아 이탈리아(Scuderia Italia)를 설립한 람보르기니의 수석 엔지니어인 달라라(Dallara)에게 고성능 버전의 특별한 쿤타치를 만들어 달라고 요청하게 됐고, 실제로 월터 울프만을 위한 차가 만들어졌다. 차대번호는 "1120148"이고, 쿤타치 LP400에 울프가 요청했던 쿤타치의 원래 엔진인 5리터 배기량의 엔진을 장착하였다. 엔진의 출력은 447 마력 @ 7,900 RPM이었고, 최고 속도는 315 km/h (201.1 mph)였다. 피렐리 P7 타이어를 장착했고, 펜더의 큰 조명등과 함께 LP400S의 앞뒤에 있던 스포일러가 부착됐다. 차체는 빨간색으로 칠해졌으며, 펜더의 조명등은 검은색으로 칠해져서 흡사 1980년대의 "LP500S"와 비슷한 생김새를 하고 있었다. LP500S보다 훨씬 빨리 등장한 자동차였기 때문에, LP500S에게 영향을 끼친 부분이 꽤 많은 특별 주문제작 모델이었다. 월터 울프의 이 차는 현재 일본에 있다. 총 2대의 울프 쿤타치가 만들어졌는데, 차대번호 "1120202"를 부여받은 한 대는 파란색으로 제작되어 현재 독일에 있다. 다른 한 대는 차대번호 "1121210"을 부여받았으며 감청색(Navy blue)이 칠해져 있다. 오랫동안 울프가 소유하고 있었지만 단 한 번도 판매된 적이 없는 모델이다. 월터 울프가 주문제작한 차와, 그가 람보르기니로부터 받은 다른 두 대의 쿤타치의 모습은 에서 볼 수 있다.

## 쿤타치 에볼루치오네
람보르기니는 비공식적으로 1984년과 1987년 사이에 쿤타치 5000QV를 기반으로 '에어로디나미코'(이탈리아 표기:Aerodinamico, 영어 표기:aerodynamic)라는 자동차를 만들었다. 쿤타치 에볼루치오네(이탈리아 표기:Evoluzione, 영어 표기:Evolution)라는 이름도 있다. 이 차와 관련된 사진이나 정보가 거의 없는데, 패트릭 밈란이 람보르기니를 소유하자마자 만들다가 중단했기 때문이다. 주로 디자인이 많이 변경되어서 다른 쿤타치들보다 항력 계수가 많이 낮아졌다. 차대번호 0150번의 쿤타치 에볼루치오네는 공기 저항을 줄이기 위해 양옆이 부드럽게 변했고, 앞과 뒤는 기류 저항으로 인해 더 매끈하게 변했다. 결과적으로 재앙에 가까운 디자인이 되어버렸다. 더 이상하게 변해버린 문틀과 비대해진 스포일러 등, 처음부터 좋은 것은 모두 다 쿤타치 레플리카에 줘버리고 나쁜 것만 갖게 됐다. 쿤타치의 마지막 생산이 진행되던 5년 동안 (크라이슬러가 인수한 후) 람보르기니 미우라 조타의 후속차량으로 꽤 많은 양이 생산됐으나 제대로 공개된 적도 없고, 판매된 적도 없다.

## 생산량
쿤타치는 16년 동안 총 2,042대가 제작됐다. 프로토타입은 1대가 제작됐고, LP400은 157대, LP400S는 237대, LP500S와 LP5000QV는 각각 321대, 676대를 제작했고 람보르기니 25주년 기념 모델은 650대 한정판으로 제작됐다.
| 프로토타입 | LP400 | LP400S | LP500S | LP5000QV | 25 Anniversary |
| 1          | 157   | 237    | 321    | 676      | 650            |

마지막 5년 동안 엄청나게 많은 양을 만들었는데, 람보르기니를 인수한 크라이슬러가 일부러 생산량을 늘린 것이었다.

## 쿤타치의 복제품(Replicas)
1984년, 로드 라드렛의 라드렛 디자인 스튜디오(Rod Ladret of Ladret Design Studio)가 위치한 캐나다 앨버타 주에서 쿤타치의 복제품(레플리카)이 만들어져 마케팅에 들어갔다. 실제 쿤타치는 아니며, 쿤타치를 본뜬 석고 반죽과 섬유 유리 주조를 통해 만들어진 키트 카(주인이 될 주문자가 부품을 받아 직접 조립을 하는 자동차이다. 영국의 TVR이 유명하다.) 종류이다. 라드렛 디자인 스튜디오가 직접 만든 튜브 프레임 섀시와 미국산 V8 엔진을 제공했으며, 기본적인 키트와 자동차의 틀도 제공해줬다. 라드렛 디자인 스튜디오는 총 141대의 쿤타치 레플리카를 제작했다. 고객의 주문에 따라 산업용 섬유 유리로 만든 쿤타치의 복제품 섀시를 만들어서 팔기도 했는데, 10년 동안 수천 개를 넘게 판매했다. 1993년, 라드렛은 쿤타치 레플리카의 제작을 중단하고 다른 일을 시작했지만, 1984년에 만들었던 것과 비슷한 키트를 다시 만들어서 2007년부터 판매하고 있다. 1985년 막바지부터 1990년대까지 그의 회사가 복제한 쿤타치는 가지각색의 차로 만들어져 성공 가능성을 보여줬다. 1985년에는 개리 톰슨(Gary Thompson)과 피터 잭슨(Pete Jackson)이 실제 쿤타치를 빌려서 섬유 유리 주조(라드렛이 사용한 주조 기술)를 통해 실제와 똑같은 쿤타치를 만들었고, 이것을 가정용 면제품 값에 상류층 사람들에게 빌려주는 사업을 하기도 했다. 실제로 그들은 영국 회사를 차리고 같은 공법으로 쿤타치 레플리카를 만들어서 판매하기도 했다. 쿤타치의 레플리카 회사들 중, 정말 극소수의 회사들이 실제 쿤타치와 큰 차이가 없는 놀라운 완성도를 자랑한 쿤타치 레플리카를 선보여 화제를 얻기도 했는데, 대표적으로 폴 로렌슨의 프로바 자동차(Paul Lawrenson of Prova Cars), 앨런 부스의 시에나 자동차(Alan Booth of Sienna Cars), 필 캐터햄의 미라지 레플리카(Phil Cheetham of Mirage Replicas, 신기한 복제품 회사), 브라이트휠 레플리카(Brightwheel Replicas) 등이 있다. 람보르기니 디아블로의 레플리카를 만들기도 한 DC 슈퍼카(DC Supercars)는 오래전, 쿤타치의 레플리카를 만들었던 필 캐터햄의 미라지 레플리카이다. 쿤타치의 초현대주의적 디자인은 많은 사람들에게 큰 영향을 끼쳤다. 때문에 단순한 복제만 하지 않고 쿤타치의 차체를 유지한 채 길이를 리무진을 만드는 사람도 있다.

## 쿤타치 LPI 800-4

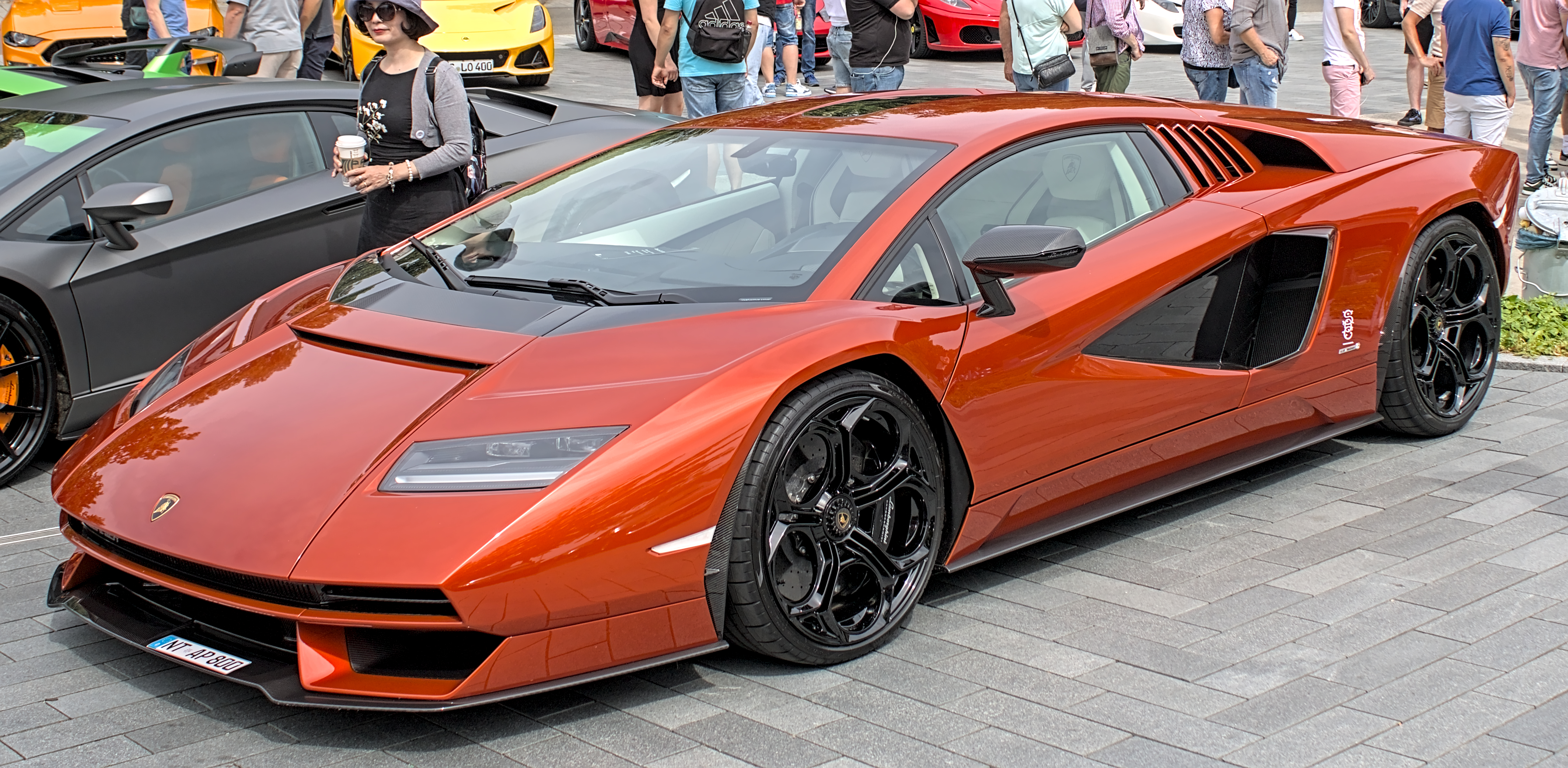
람보르기니 쿤타치 LPI 800-4

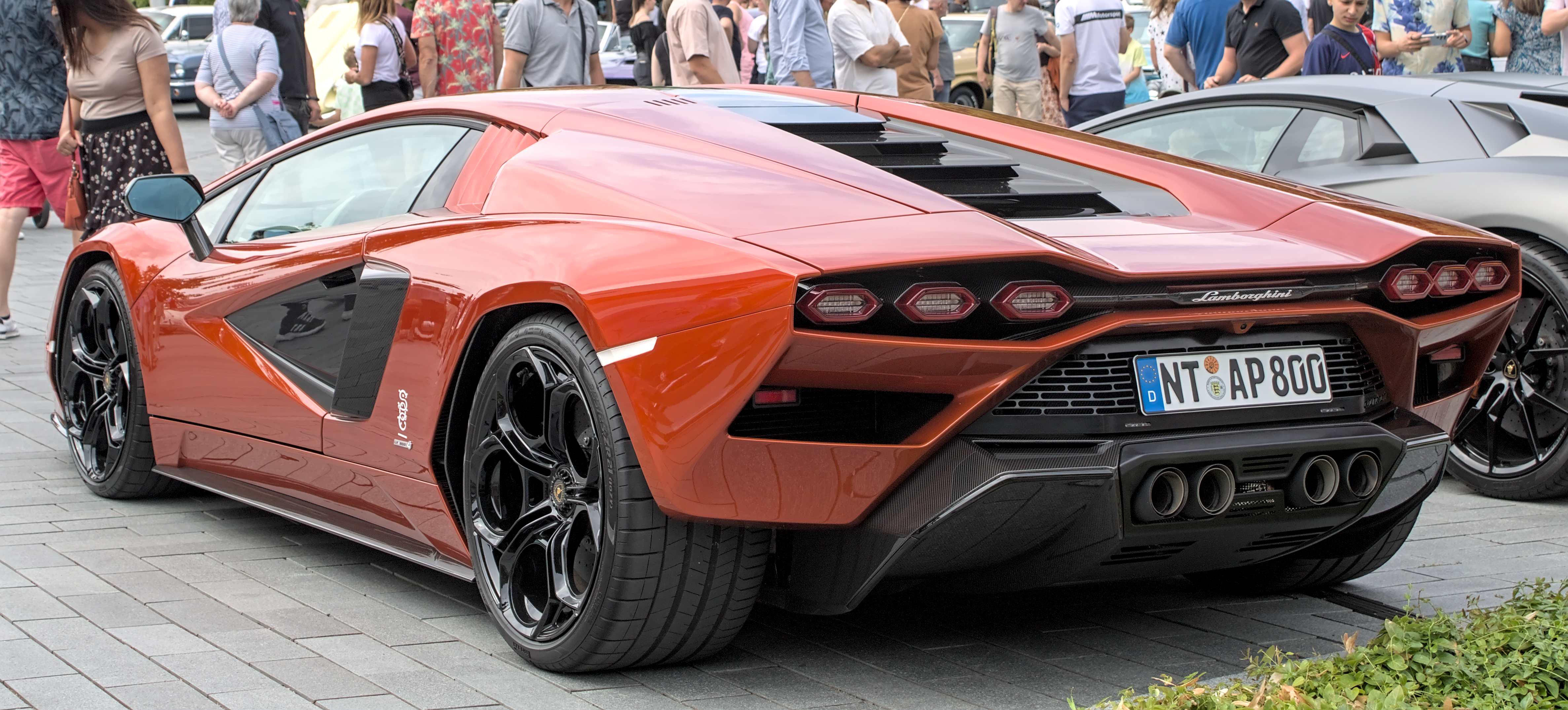
후면

시안 FKP 37의 기술을 기반으로 하며2021년 8월 13일 쿤타치가 약 30년만에 부활했다. 신형 쿤타치의 가격은 약 40억원으로 112대 한정 생산되며 엔진은 6.5L V12, 중량은 1,595kg이다. 성능은 최고속도 355km, 출력 800마력 제로백 2.8초이다.